# 江上綾乃
江上 綾乃（えがみ あやの、1980年4月1日 - ）は、京都府出身のアーティスティックスイミング（シンクロナイズドスイミング)選手。2000年シドニーオリンピックシンクロナイズドスイミングチーム銀メダリスト。立命館大学卒業。